# Eikenberg
De Eikenberg is een helling en straat in Maarke, een dorp in de Vlaamse Ardennen in de Belgische provincie Oost-Vlaanderen. De kasseien op de Eikenberg zijn sinds 1995 beschermd als monument. De weg klimt omhoog van de Maarkebeek en de Maarkeweg (N457) naar de heuvel Kerselareberg (N8). Ten westen ligt Ladeuze, ten oosten de Kapelleberg.
In 2025 is de helling herstraat.

## Wielrennen

### Ronde van Vlaanderen
De Eikenberg werd meermaals opgenomen in het parcours van de wielerklassieker Ronde van Vlaanderen. Het is een korte, niet steile klim van 1200 meter, met kasseienstroken.
In 2003 werd de klim gemeden omdat er aan de weg gewerkt werd op de helling. Als vervanger koos de Ronde toen voor de naastgelegen Ladeuze, een korte asfalthelling, deze is slechts tweemaal (2003 en 2019) opgenomen geweest in de Ronde.
De top van de Eikenberg is gesitueerd op de grote weg tussen Oudenaarde en Brakel. Vaak slaat de Ronde echter net iets eerder rechtsaf, de Kokerellestraat in richting Kapelleberg.
De Eikenberg is in totaal 48 maal (1956, 1974-1996, 1998-2002, 2004-2007, 2009-2018, 2020-2023, 2025) opgenomen geweest in de Ronde.
In 1956 was de Eikenberg gesitueerd tussen de Statieberg (gevolgd door de officieuze Muziekberg) en de Kattenberg, van 1974-1978 en in 1980 en 1981 tussen de Taaienberg en de Volkegemberg, in 1979 tussen de Boigneberg en de Volkegemberg, van 1982-1984 tussen de Berg ten Houte (en in 1984 gevolgd door de officieuze Kouterberg) en de Volkegemberg, van 1985-1989 tussen Berg ten Houte (gevolgd door de officieuze Kouterberg) en de Varentberg, in 1990 tussen de Kouterberg en de Varentberg, in 1991 tussen de Bovenstraat/Kouterberg en de Varent.
In 1993 en 1995, 1996 werd ze gesitueerd tussen de Taaienberg en de Volkegemberg, in 1994 waren dit de Bossenaarberg (vervanger van de Taaienberg) en de Volkegemberg. In 1998 lag ze tussen de Taaienberg en de Berendries, van 1999-2001 tussen de Taaienberg en de Leberg, in 2002 tussen de Taaienberg en de Kapelleberg, van 2003-2007 tussen de Taaienberg en de Boigneberg. In 2009 ligt ze tussen Taaienberg en Varent. In 2010-2013 ligt ze tussen Taaienberg en Molenberg. In de periode 2014-2018 is ze de derde helling tussen Kortekeer en Wolvenberg. In 2020-2023 is ze de 4e helling tussen Kortekeer en Wolvenberg. In 2025 is de Eikenberg de 2e helling, tussen Oude Kwaremont en Wolvenberg.

### Andere wielerkoersen
De Eikenberg is ook eenmalig opgenomen in Gent-Wevelgem, in 1956. Daarnaast is hij 25 maal (1979-1985, 1987, 1996-2003, 2005-2013) opgenomen in de Omloop Het Volk. Ook wordt hij vaker opgenomen in de E3-Prijs, Dwars door Vlaanderen, Dwars door de Vlaamse Ardennen, de Driedaagse van De Panne-Koksijde en de Internationale Junioren Driedaagse van Axel.

### Recreatieve routes
De helling is ook opgenomen in de rode lus van de recreatieve fietsroute Ronde van Vlaanderenroute.

## Afbeeldingen

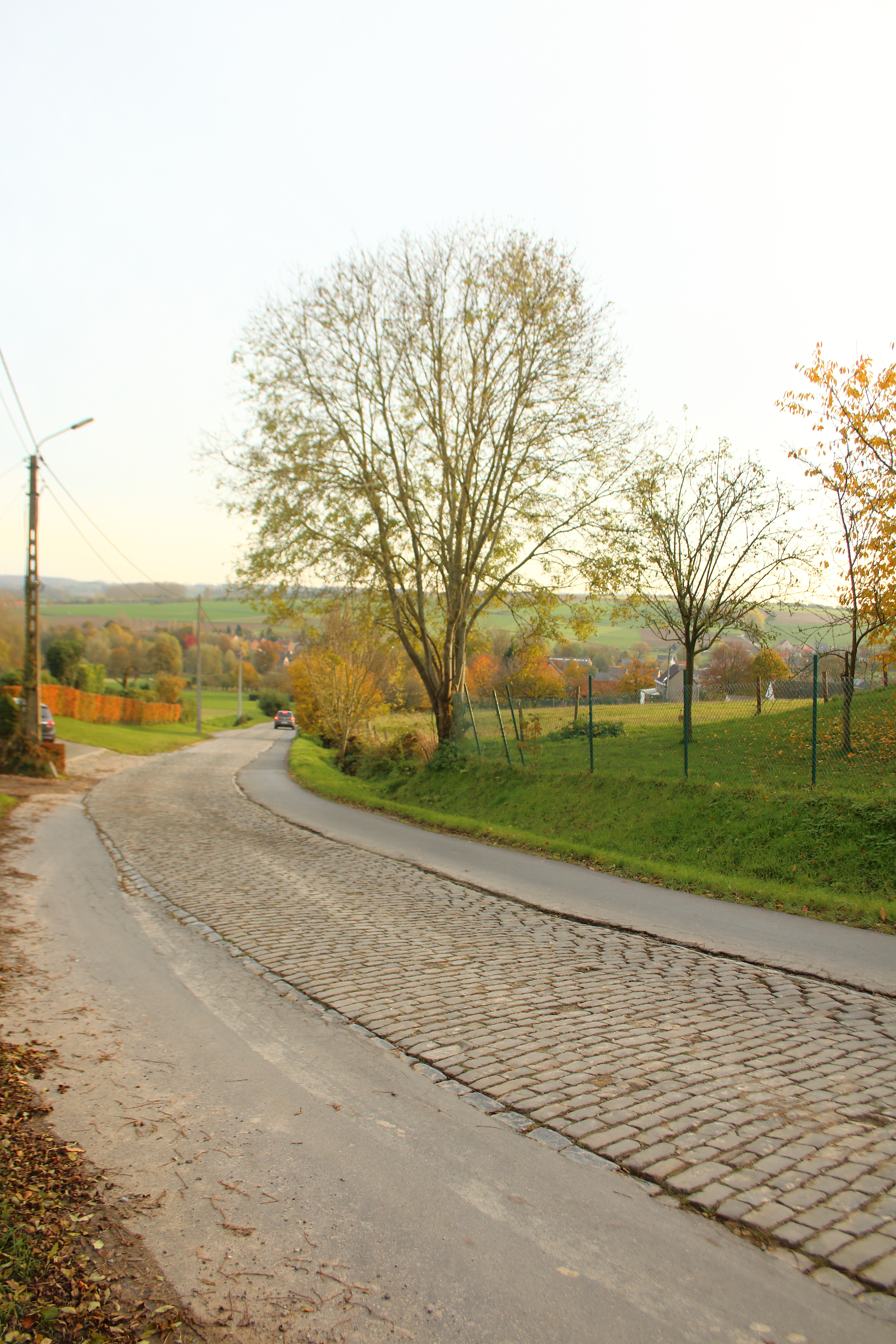
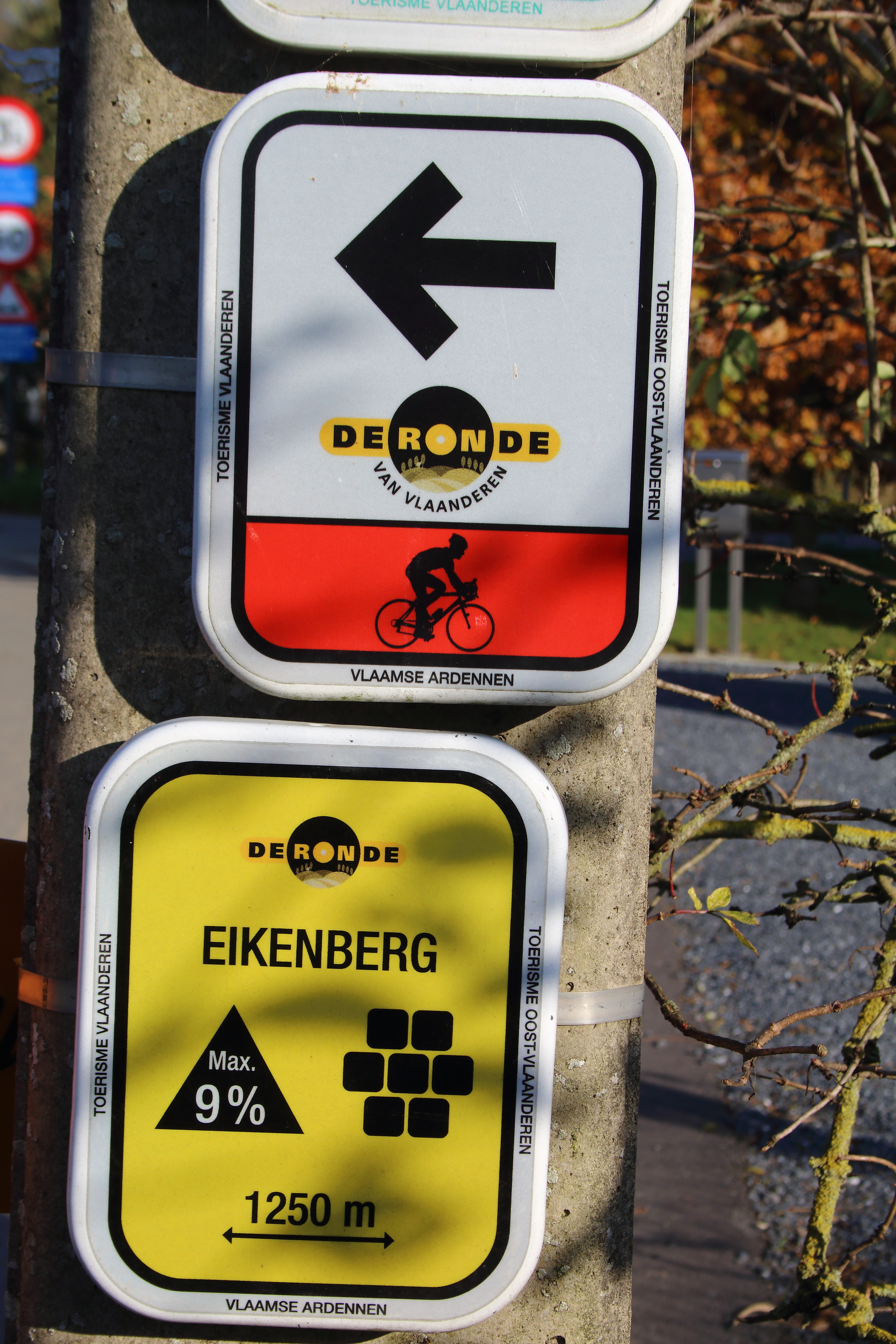
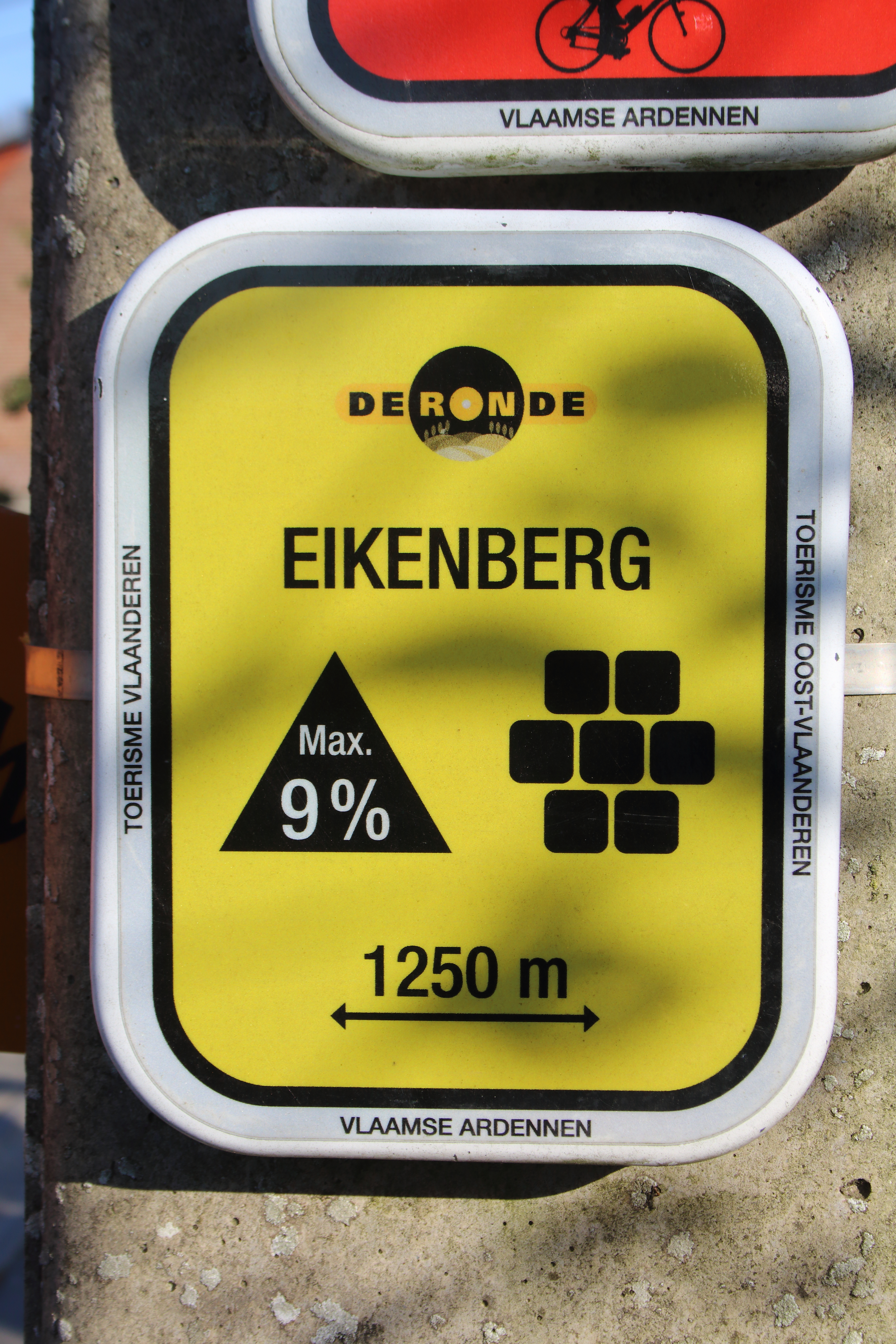
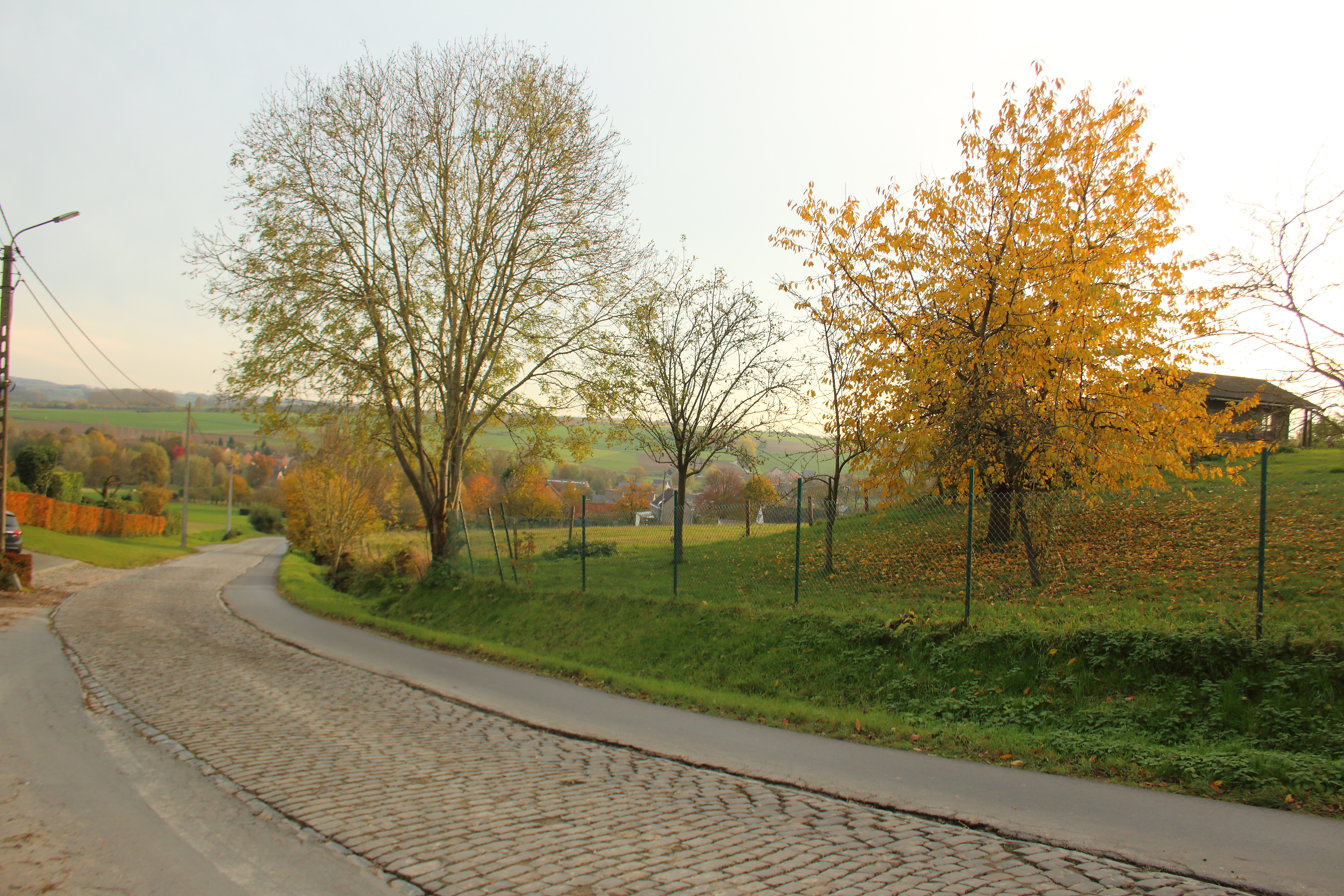